# Olios corallinus
Olios corallinus är en spindelart som beskrevs av Schmidt 1971. Olios corallinus ingår i släktet Olios och familjen jättekrabbspindlar.
Artens utbredningsområde är Ecuador. Inga underarter finns listade i Catalogue of Life.